# Nesscliffe
Nesscliffe – wieś w Anglii, w hrabstwie Shropshire. Leży 14 km na północny zachód od miasta Shrewsbury i 237 km na północny zachód od Londynu.